# Sakarya (provinca)
Sakarya je provinca, ki se nahaja ob Marmarskem morju v Turčiji. Glavno mesto je Adapazarı. Okoliške province so Kocaeli na zahodu, Bilecik na jugu, Bolu na jugovzhodu in Düzce na vzhodu. 

## Okrožja
- Adapazarı
- Akyazı
- Ferizli
- Geyve
- Hendek
- Karapürçek
- Karasu
- Kaynarca
- Kocaali
- Pamukova
- Sapanca
- Söğütlü
- Taraklı

Koordinati:   40°41′50″N, 30°27′24″E